# Совјетско-јапански рат (1945)
Совјетско–јапански рат (рус. Советско-японская война, јап. ソ連対日参戦, soren tai nichi sansen) био је војни сукоб у оквиру Другог светског рата који је почео убрзо после поноћи 9. августа 1945. године, совјетском инвазијом јапанске марионетске државе Манџукуо. Совјети и Монголи окончали су јапанску контролу над Манџукуом, Менгђангом (Унутрашња Монголија), северном Корејом, префектуром Карафуто, и Курилским острвима. Пораз јапанске Квантуншке армије убрзао је процес јапанске предаје и завршетка Другог светског рата. Улазак Совјетског Савеза у рат био је важан фактор у одлуци јапанске владе да се преда безусловно, јер је показао да Совјетски Савез није спреман да делује као трећа страна у преговорима о прекиду непријатељстава под погодбеним условима.

## Резиме
На Техеранској конференцији у новембру 1943, Јосиф Стаљин се сложио да ће Совјетски Савез ући у рат против Јапана када Немачка буде поражена. На Кримској конференцији у фебруару 1945. године, Стаљин је пристао на молбе савезника да уђу у Други светски рат на Пацифичкој позорници у року од три месеца од завршетка рата у Европи. САД, Велика Британија и Кина издале су 26. јула Потсдамску декларацију, ултиматум који позива на предају Јапанаца који ће, ако буде одбијен, довести до њиховог "брзог и потпуног уништења".
Инвазија је почела између америчких атомских бомбардовања Хирошиме 6. августа и Нагасакија 9. августа. Иако савезничке владе Стаљину нису рекле готово ништа о програму атомских бомби САД и Велике Британије, датум инвазије наговештавали су споразум из Јалте, датум предаје Немачке и чињеница да је 3. августа маршал Васиљевски известио Стаљина да би, ако је потребно, могао да нападне ујутру 5. августа. Тајминг је био добро испланиран и омогућио је Совјетском Савезу да уђе у Пацифички рат на страни савезника, како је претходно договорено, пре краја рата. Инвазија на друго највеће јапанско острво Хокаидо, које су Совјети првобитно планирали да буде део заузете територије, била је отказана због противљена САД и сумњи унутар совјетске врховне команде.
У 23 сата по бајкалском времену 8. августа 1945. године, совјетски министар спољних послова Вјачеслав Молотов обавестио је јапанског амбасадора Наотакеа Сатоа да је Совјетски Савез објавио рат Јапану и да ће од 9. августа совјетска влада сматрати да ратује са Јапаном. У минуту иза поноћи 9. августа 1945, Совјети су започели инвазију истовремено на три фронта источно, западно и северно од Манџурије. Операција је била подељена на мање оперативне и тактичке делове:
- Кинганско-мукденска офанзивна операција (9. август 1945 – 2. септембар 1945)
- Харбинско-ђилинска офанзивна операција (9. август 1945 – 2. септембар 1945)
- Сунгаријска офанзивна операција (9. август 1945 – 2. септембар 1945) а затим:
- Инвазија на Јужни Сахалин (11. август 1945 – 25. август 1945)
  - Совјетски напад на Маокао (19. август 1945 – 22. август 1945)
- Сејшинска копнена операција (13. август 1945 – 16. август 1945)
- Инвазија на Курилска острва (18. август 1945 – 1. септембар 1945)

Иако се битка протезала изван граница традиционално познатих као Манџурија – то јест традиционалне земље Манџураца – координисане и интегрисане инвазије северних територија Јапана такође се називају Битка код Манџурије. Од 1983. године операција се понекад назива операција Августовска олуја, након што је историчар америчке војске потпуковник Дејвид Гланц користио овај наслов у свом раду на ту тему. Такође је поменуо и совјетски назив операције операција Манџуријска стратешка офанзивна операција, али ово име се више односи на совјетску инвазију Манџурије него на цео рат.
Ову офанзиву не треба мешати са Совјетско-јапанским пограничним ратом (посебно битка на Халкин Голу/Инцидент код Номонхана од маја до септембра 1939), који се завршио поразом Јапана 1939. године и довео до совјетско-јапанског пакта о неутралности.

## Позадина
Руско-јапански рат почетком 20. века резултирао је победом Јапана и Портсмутским миром којим је, заједно са другим каснијим догађајима, укључујући Мукденски инцидент и јапанску инвазију Манџурије у септембру 1931, Јапан на крају добио контролу над Корејом, Манџуријом и Јужним Сахалином. Крајем 1930-их догодио се низ совјетско-јапанских пограничних инцидената, а најзначајнији су били битка на језеру Хасан (Чангкунфеншки инцидент, јул–август 1938) и битка на Халкин Голу (Инцидент код Номонхана од маја до септембра 1939), који су довели до совјетско-јапанског пакта о неутралности из априла 1941. Пакт о неутралности ослободио је снаге од пограничних инцидената и омогућио Совјетима да се концентришу на свој рат са Немачком а Јапанцима да се концентришу на њихово ширење на југ у Азију и Тихи океан.
Са успехом у бици за Стаљинград и коначним поразом Немачке који је постајао све извеснији, совјетски однос према Јапану се променио, како јавно, тако што је Стаљин држао говоре у којима је осуђивао Јапан, тако и тајно, када су Совјети премештали снаге и залихе на Далеком истоку. На Техеранској конференцији (новембар 1943), Стаљин, Винстон Черчил, и Френклин Д. Рузвелт сложили су се да ће Совјетски Савез ући у рат против Јапана када Немачка буде поражена. Стаљин је био суочен са дилемом јер је желео да избегне рат на два фронта по скоро сваку цену, али је такође желео да извуче добитак на Далеком истоку, као и у Европи. Једини начин да Стаљин постигне далекоисточни добитак без рата на два фронта био би да се Немачка преда пре Јапана.
Совјетско-јапански пакт о неутралности довео је до тога да Совјети постављају политику интернирања савезничких летачких посада које би се искрцале на совјетску територију после операција против Јапана, али ваздухопловцима који су били у Совјетском Савезу под таквим околностима обично је било дозвољено да „побегну“ након неког времена. Ипак, чак и пре пораза Немачке, совјетска припрема на Далеком истоку се непрекидно убрзавала. Почетком 1945. Јапанцима је постало очигледно да се Совјети спремају да нападну Манџурију, али мало је вероватно да ће напасти пре пораза Немачке. Поред својих проблема на Тихом океану, Јапанци су схватили да треба да одреде када ће и где доћи до совјетске инвазије.
На Кримској конференцији (фебруар 1945), Стаљин је обезбедио од Рузвелта обећање о својим далекоисточним територијалним жељама заузврат за пристанак да уђе у Пацифичком рату у року од два или три месеца од пораза Немачке. До средине марта 1945. на Тихом океану није ишло добро за Јапанце, који су повукли своје елитне трупе из Манџурије да подрже акције на Тихом океану. У међувремену, Совјети су наставили са својим далекоисточним нагомилавањем. Совјети су одлучили да не желе да обнове Пакт о неутралности. Пакт о неутралности захтевао је да дванаест месеци пре истека Совјети морају обавестити Јапанце, и тако су их 5. априла 1945. обавестили да не желе да обнављају уговор. То је изазвало знатну забринутост Јапанаца, али Совјети су уложили велике напоре да увере Јапанце да ће уговор бити на снази још дванаест месеци и да Јапанци немају око чега да брину.
Немачка се предала 9. маја 1945. (по московском времену), па ако би Совјети поштовали Споразум из Јалте, морали да уђу у рат са Јапаном до 9. августа 1945. Ситуација се наставила погоршавати за Јапанце, сада једину силу Осовине у рату. Они су желели да остану у миру са Совјетима и да прошире Пакт о неутралности а такође су желели да окончају рат. Од Јалте су се више пута обраћали или покушавали да се обрате Совјетима како би продужили Пакт о неутралности и уврстили Совјете у преговоре о миру са савезницима. Совјети нису учинили ништа да обесхрабре јапанске наде и одуговлачили су процес што је дуже могуће, али су наставили да припремају своје инвазијске снаге. една од улога кабинета адмирала барона Сузукија, који је на дужност ступио априла 1945. године, била је да покуша да обезбеди било које мировне услове осим безусловне предаје. Крајем јуна су се обратили Совјетима (Пакт о неутралности је и даље био на снази), позивајући их да преговарају о миру са савезницима у знак подршке Јапану, пружајући им конкретне предлоге, а заузврат су Совјетима нудили врло атрактивне територијалне концесије. Стаљин је изразио интересовање, а Јапанци су чекали совјетски одговор. Совјети су наставили да избегавају да дају одговор. Потсдамска конференција одржана је од 16. јула до 2. августа 1945. Совјетски Савез је 24. јула опозвао сво особље амбасаде из Јапана. Конференција је 26. јула донела Потсдамску декларацију којом су Черчил, Хари Труман и Чанг Кај Шек (Совјетски Савез званично није био у рату са Јапаном) захтевали безусловну предају Јапана. Јапанци су наставили да чекају совјетски одговор и избегли су одговор на декларацију.
Јапанци су надзирали промет транссибирске железнице и совјетске активности на истоку Манџурије и совјетске тактике одлагања, што им је сугерисало да Совјети неће бити спремни да нападну источну Манџурију пре краја августа. Нису имали никакву стварну идеју и потврдне доказе о томе када ће се и где догодити било каква инвазија. Проценили су да се напад неће догодити у августу 1945. године или пре пролећа 1946, али Ставка је планирала офанзиву средином августа 1945. године и прикрила је стварање снага од 90 дивизија. Многи су својим возилима прешли Сибир како би избегли закрчење железничке везе.
Јапанце је потпуно изненадило када су Совјети објавили рат сат времена пре поноћи 8. августа 1945. године и истовремено напали на три фронта нешто после поноћи 9. августа.

## Борбене снаге

### Совјетске снаге
Команда Далеког истока, под вођством маршала Александра Васиљевског, имала је план за освајање Манџурије који је био једноставан, али огромног обима позивом на велики напад у формацији клешта у Манџурији. Формацију клешта требало је да образују Трансбајкалски фронт са запада и 1. далекоисточни фронт са истока. Други далекоисточни фронт требало је да нападне центар џепа са севера. Команда Далеког истока састојала се од три фронта Црвене армије.
Сваки Фронт је имао „предње јединице“ причвршћене директно за фронт, уместо војске. Снаге су бројале 89 дивизија са 1,5 милиона људи, 3.704 тенкова, 1,852 самоходне артиљерије, 85,819 возила и 3,721 летелица. Трећина њихових снага била је у борбеној подршци. Совјетске поморске снаге садржале су 12 главних бродова, 78 подморница, бројне амфибијске чамце и Амурску флотилу, која се састојала од топовњача и бројних малих чамаца. Совјетски план укључио је сво искуство у маневарском ратовању које су Совјети стекли борећи се против Немаца, а такође је користио и ново побољшано оружје, попут лаког пушкомитраљеза РПД, новог главног бојног тенка Т-44 и малог броја тешких тенкова ЈС-3.

#### Западни фронт у Манџурији
Трансбајкалски фронт, под вођством маршала Родиона Малиновског, требало је да формира западну половину совјетске формације кљешта и да напада преко пустиње Унутрашње Монголије и преко планине Велики Кинган. Циљ ових снага био је да осигурају Мукден (данашњи Шенјанг), а затим се састану са трупама 1. далекоисточног фронта у области Чангчуен у јужној централној Манџурији и тако заврше двоструко заокруживање.

#### Источни фронт у Манџурији
Први далекоисточни фронт, под вођством маршала Кирила Мерецкова, требало је да формира источну половину совјетске формације кљешта. Напад је укључивао удар на Муданђанг, а након што је град био заузет, снага је требало да напредује према Ђилину, Чангчуену и Харбину. Његов коначни циљ био је да се повеже са снагама Трансбајкалског фронта код Чангчуена и Ђилина чиме би завршили двоструко заокруживање.
Као секундарни циљ, 1. далекоисточни фронт био је да спречи јапанске снаге да побегну у Кореју и да затим нападне Корејско полуострво до 38. паралеле, успостављајући тако основе касније настале Северне Кореје.

#### Северни фронт у Манџурији
Други далекоисточни фронт, под вођством генерала Пуркајева, имао је споредну улогу у нападу. Циљеви су му били градови Харбин и Ћићихар и спречавање јапанских снага приликом повлачења на југ.
Када су трупе са 1. далекоисточног фронта и Трансбајкалског фронта заузеле град Чангчуен, 2. далекоисточни фронт је требало да нападне полуострво Љаодонг и заузме Порт Артур (данашњи Лушун).

### Јапанске снаге
Квантуншка армија Јапанске царске војске, под вођством генерала Јамаде, била је главни део јапанских окупационих снага у Манџурији и Кореји и састојала се од две обласне војске: Војске прве области (североисточни Манџукуо) и Војске треће области (југозападни Манџукуо ), као и три независне војске (одговорне за северну Манџурију, Северну Кореју, Менгђанг, Јужни Сахалин и Куриле).
Свака обласна војска имала је штабне јединице и јединице које су јој биле прикључене директно уз пољске војске. Поред тога, била је прикључена и војска од 40.000 војника Манџукуоа, састављена од осам слабих, лоше опремљених и лоше обучених Манџукуоанских дивизија.
Квантуншка армија имала је мање од 800.000 војника у 25 дивизија (укључујући две тенковске дивизије) и шест Независних мешовитих бригада, које су садржавале преко 1.215 оклопних возила (углавном оклопних аутомобила и лаких тенкова), 6.700 артиљеријских оруђа (углавном лаких), и 1.800 летелица (углавном тренажних и застарелих типова). Јапанска царска морнарица није допринела одбрани Манџурије, чијој се окупацији увек супротстављала на стратешким основама. Поред тога, до тренутка инвазије, малобројни остаци њене флоте били су распоређени и задужени за одбрану јапанских матичних острва од могуће инвазије савезничких снага.
Из економских разлога, Манџурију је вредело бранити, јер је садржала већи део употребљиве индустрије и сировина изван Јапана и још увек је била под јапанском контролом 1945. године. Квантуншка армија била је далеко испод своје пуне снаге. Већина тешке војне опреме и све најбоље војне јединице пребачене су на Пацифички фронт током претходне три године да би се бориле са америчким и савезничким снагама. До 1945. године, Квантуншка армија је садржала велики број сирових регрута и војних обвезника, углавном са застарелом, лаганом или на било који други начин ограниченом опремом. Као резултат, она је у суштини била сведена на лаке пешадијске противпобуњеничке снаге са ограниченом покретљивошћу или способношћу за борбу против конвенционалног копненог рата против координираног непријатеља.
Суочавајући се са проблемом, јапанска војска је направила многе погрешне претпоставке и велике грешке, од којих су следеће две најзначајније:
- Погрешно су претпоставили да ће сваки напад који долази са запада следити или стару железничку линију до Хајлара или кренути у Солун са источног врха Монголије. Совјети су напали тим правцима, али њихов главни напад са запада прошао је кроз наводно непроходни Велики Кинган, јужно од Солуна, и ушао у средиште Манџурије.
- Јапанска војна обавештајна служба није успела да утврди природу, локацију и размере совјетских припрема на Далеком истоку. На основу почетних потцењивања совјетске снаге и праћења совјетског саобраћаја на Транссибирској железници, Јапанци су веровали да Совјети неће имати довољно снага пре краја августа и да ће напад највероватније извести у јесен 1945. или пролеће 1946.

Повлачење елитних снага Квантуншке армије ради прекомандовања на Пацифичку позорницу створило је нове оперативне планове за одбрану Манџурије од наизглед неизбежног совјетског напада који су Јапанци припремили у лето 1945. Прекомандовано је већина снага из пограничне области. Главна снага требало је да чврсто држи југоисточни угао и да одбрани Кореју од напада.
Даље, Јапанци су совјетске активности посматрали само на Транссибирској железници и дуж Источно-манџурског фронта и тако се припремили за инвазију са истока. Веровали су да ће њихове прераспоређене снаге кад се догоди напад са запада моћи да се носе са тим.
Иако је прегруписање започето, требало је да буде завршено тек у септембру, тако да је Квантуншка армија била у процесу прегруписања када су Совјети истовремено извршили напад на сва три фронта.

## кампања
Операција је изведена као класичан напад формацијом клешта на подручју величине Западне Европе. Из правца запада Црвена армија је напредовала преко пустиња и планина из Монголије, далеко од њихових железница. То је збунило јапанску војну анализу совјетске логистике, а браниоци су били изненађени на неутврђеним положајима. Команданти Квантуншке армије, укључени у вежбу планирања у време инвазије, били су далеко од својих снага током првих 18 сати сукоба. Комуникациона инфраструктура је била лоша, а комуникација са напредним јединицама је била изгубљена врло рано. Квантуншка армија имала је страховиту репутацију жестоких и неумољивих бораца, и иако слаба и неспремна, пружила је снажан отпор у Хајлару, који је заокупио неке совјетске снаге. Истовремено, совјетске ваздухопловне јединице коришћене су за заузимање аеродрома и градских центара испред копнених снага и за превожење горива до јединица које су прешле њихове линије снабдевања. Са истока Совјети су прешли Усури и напредовали око језера Ханка и напали према Суифенхеу. Иако су се јапански браниоци жестоко борили и пружали снажан отпор, показало се да су Совјети незаустављиви.
После недељу дана борби током којих су совјетске снаге продрле дубоко у Манџукуо, јапански цар Хирохито снимио је говор предаје (Gyokuon-hōsō), који је емитован на радију јапанској нацији 15. августа 1945. Идеја предаје била је неразумљива за јапански народ, у комбинацији са Хирохитовом употребом формалног и архаичног језика, чињеницом да није користио реч „предаја“, лошим квалитетом емитовања и лошим линијама комуникације, дошло је до одређене забуне код Јапанаца око тога шта та најава значи. Штаб јапанске царске војске није одмах саопштио наредбу о прекиду ватре Квантуншке армије, а многи елементи војске или је нису разумели или су је игнорисали. Стога су се џепови жестоког отпора Квантуншке армије наставили, а Совјети су наставили напредовање, углавном избегавајући џепове отпора, заузевши Шенјанг, Чангчуен и Ћићихар до 20. августа. На совјетском десном боку совјетско -монголска коњичко-механизована група ушла је у Унутрашњу Монголију и брзо заузела Долон Нур и Џангђакоу. Совјетског Црвена армија заробила је цара Манџукуоа и бившег цара кине, Пу Јиа. Наредба о прекиду ватре на крају је саопштена Квантуншкој армији, али не пре него што је Совјетски Савез остварио већину својих територијалних добитака.
Дана 18. августа извршено је неколико искрцавања совјетских амфибија: три у северној Кореји, једно на Јужном Сахалину и једно на Курилским острвима. У Кореји је већ било совјетских војника који су чекали трупе које су долазиле копном. У префектурамаКарафуто и Чишима то је значило изненадно и непобитно успостављање совјетског суверенитета.
Дана 10. августа, америчка влада предложила је совјетској влади да поделе окупацију Кореје између њих на 38. паралелном северу. Американци су били изненађени што је совјетска влада прихватила. Совјетске трупе могле су се слободно кретати железницом и ништа их није спречавало да окупирају целу Кореју. Совјетске снаге започеле су искрцавање амфибија у северној Кореји до 14. августа и брзо су заузеле североисток полуострва, а 16. августа искрцале су се у Вонсану. Црвена армија је 24. августа ушла у Пјонгјанг и успоставила војну владу над Корејом северно од 38. паралеле. Америчке снаге слетеле су у Инчону 8. септембра и преузеле контролу над југом.

## Последице
Од првих великих јапанских војних пораза на Тихом океану у лето 1942, цивилни лидери Јапана схватили су да је јапанска војна кампања економски неодржива, јер Јапан није имао индустријски капацитет за борбу против Сједињених Држава, Кине и Британског царства истовремено, и било је низ иницијатива за преговарање о прекиду непријатељстава и консолидацији јапанских територијалних и економских добитака. Стога су елементи невојног руководства први пут донели одлуку о предаји већ 1943. године. Главно питање били су услови предаје, а не питање саме предаје. Из различитих разлога, ниједна иницијатива није била успешна, а два главна разлога су била превара и тактика одлагања Совјетског Савеза и ставови "Велике шесторке", моћних јапанских војсковођа.
Совјетска инвазија Манџурије, заједно са атомским бомбардовањем Хирошиме и Нагасакија, приморалали су јапанске лидере да прихвате услове предаје које су захтевали ссавезници.
У издању Недељног стандарда „Шездесет година након Хирошиме“, амерички историчар Ричард Б. Франк истиче да постоји низ различитих мишљења о томе шта је навело Јапанце да се предају. Описује оно што назива "традиционалистичким" ставом, који тврди да су се Јапанци предали јер су Американци бацили атомске бомбе. Даље резимира друге тачке гледишта у супротности са традиционалистичким гледиштем: наиме, да је јапанска влада њихову ситуацију видела као безизлазну и да је већ била спремна да се преда пре атомских бомби - и да су Совјети ратовали против Јапана.
Истраживање Цујошија Хасегаве довело га је до закључка да атомска бомбардовања нису били главни разлог јапанске капитулације. Он тврди да су на јапанске лидере више утицале брзе и разорне совјетске победе на копну у седмици након објаве рата Јосифа Стаљина 8. августа, јер је јапанска стратегија заштите матичних острва осмишљена да се одбрани од савезничке инвазије са југа и практично није оставила резервне трупе да се супротставе совјетској претњи са севера. Даље, Јапанци се више нису могли надати постизању преговарачког мира са савезницима користећи Совјетски Савез као посредника након совјетске објаве рата. То је, према Хасегави, представљало "стратешки банкрот" за Јапанце и натерало их је на предају 15. августа 1945. Други са сличним ставовима појављују се у документарној серији Батлфилд, али сви, укључујући Хасегаву, наводе да предају није изазвао само један фактор или догађај.
Совјетска инвазија и окупација угашеног Манџукуоа означила је почетак трауматичног периода за више од милион становника марионетске државе јапанског порекла. Ситуација за јапанске војне окупаторе била је јасна, али јапански колонисти који су од свог дома створили Манџукуо, посебно они рођени у Манџукуу, сада су били апатриди и бескућници, а (нејапански) Манџурци желели су да се реше ових странаца. Многи становници су убијени, а други су завршили у сибирским затворима до 20 година. Неки су се пробили до матичних јапанских острва, где су их третирали и као странце.
Манџурију су совјетске снаге „очистиле“ од било каквог потенцијалног војног отпора. Уз совјетску подршку ширењ комунизма, Манџурија је пружила главну базу операција снагама Маоа Цедунга, које су се показале победничким у наредниџ четири година Кинеског грађанског рата. Војни успеси комунистичких Кинеза у Манџурији и Кини довели су до тога да се Совјетски Савез одрекао права на базе у Кини, које су му обећали западни савезници, јер је сва земља коју су Совјети сматрали кинеском, за разлику од оне коју су сматрали совјетском земљом коју су окупирали Јапанци, на крају предата Народној Републици Кини. Пре него што су напустили Манџурију, совјетске снаге и бирократија демонтирали су готово све преносиве делове значајне јапанске индустрије у Манџурији и преселили је да би „обновили индустрију на ратом захваћеној совјетској територији“. Оно што није било преносиво било је или онемогућено или уништено, јер Совјети нису желели да Манџурија буде економски ривал, посебно неразвијеним далекоисточним совјетским територијама. Након успостављања Народне Републике Кине, главнина совјетске економске помоћи послата је у Манџурију да помогне обнови индустрије региона.
Као што је договорено на Кримској конференцији, Совјетски Савез је интервенисао у рату са Јапаном у року од три месеца од предаје Немачке и зато је имао право да припоји територије ужног Сахалина и Курилских острва, а такође и најважније интересе над Порт Артуром и Даљаном, са својим стратешким железничким везама, преко кинеске железнице Чангчун, компаније у заједничком власништву Кине и Совјетског Савеза која је управљала свим железницама на територији бившег Манџукуоа. Територије на азијском копну пренете су под потпуну контролу Народне Републике Кине 1955. Осталим поседима и даље управља држава наследница Совјетског Савеза, Русија. Анексија Јужног Сахалина и Курилских острва је од велике важности јер је Охотско море постало совјетско унутрашње море, које и даље има велику стратешку корист за Русију.
Подела Кореје између совјетске и америчке окупације довела је до стварања одвојених држава Северне и Јужне Кореје, што је довело до Корејског рата пет година касније.

## Белешке
1. ↑  Гланц приписује Јапанцима 713.000 људи у северној Кореји и Манџурији и 280.000 у јужној Кореји, Јужном Сахалину и Курилима.
2. ↑  Укупно 41.199 јапанских војника је пописано у совјетском притвору 19. августа, два дана након предаје Квантуншке војске по наређењу Хирохита и четири дана након што је Хирохито објавио предају Јапана. После рата, 594.000 до 609.000 јапанских војника завршило је у совјетском притвору.

## Додатни извори
- Despres, J, Dzirkals, L;  . (1976). Timely Lessons of History: The Manchurian Model for Soviet Strategy.. Santa Monica, RAND: 103. (available on-line)
- Duara, P (2006). The New Imperialism and the Post-Colonial Developmental State: Manchukuo in comparative perspective. Japan Focus.
- Garthoff, R L. (1966). Soviet Military Policy: A Historical Analysis.. London, Faber and Faber.
- Garthoff, R L. (1969). The Soviet Manchurian Campaign, August 1945.. Military Affairs XXXIII(Oct 1969): 312–336.
- Glantz, David M. (1983a). August Storm: The Soviet 1945 Strategic Offensive in Manchuria (PDF), Архивирано из оригинала (PDF) 25. 08. 2021. г., Приступљено 13. 05. 2021, Leavenworth Paper No.7, Command and General Staff College, Fort Leavenworth, Kansas, February 1983.
- Glantz, David M. (1983b). August Storm: Soviet Tactical and Operational Combat in Manchuria, 1945, Leavenworth Paper No.8, Command and General Staff College, Fort Leavenworth, Kansas, June 1983.
- Glantz, David M. (1995). The Soviet Invasion of Japan.. Quarterly Journal of Military History. 7 (3). пролеће 1995. Недостаје или је празан параметар |title= (помоћ),.
- Glantz, David M. (2003). The Soviet Strategic Offensive in Manchuria, 1945 (Cass Series on Soviet (Russian) Military Experience, 7). Routledge. ISBN 0-7146-5279-2.
- Gordin, Michael D. (2005). Five Days in August: How World War II Became a Nuclear War.
- Hallman, A L. (1995). Battlefield Operational Functions and the Soviet Campaign against Japan in 1945.. Quantico, Virginia, United States Marine Corps Command and Staff College. (available on-line)
- Hasegawa, T., ур. (2007). The End of the Pacific War..
- Ishiwatari, H, Mizumachi, K, et al. (1946) No.77 – Japanese Preparations for Operations in Manchuria (prior to 1943). Tokyo, Military History Section, Headquarters, Army Forces Far East, US Army.
- Jowett, Phillip (2005). Rays of the Rising Sun: Japan's Asian Allies 1931–45 Volume 1: China and Manchukuo. Helion and Company Ltd. ISBN 1-874622-21-3.
- Phillips, S. (2004). The Sino-Japanese War, 1937–1945 : The Military Struggle – Research Guide and Bibliography. Towson University. available on-line
- USMCU CSC (1986). The Soviet Army Offensive: Manchuria, 1945. (US Marine Corps University, Command and Staff College – available on-line)
- Walg, A. J. (March—April 1997). „Wings over the Steppe: Aerial Warfare in Mongolia 1930–1945, Part Three”. Air Enthusiast. бр. 68. стр. 70—73. ISSN 0143-5450. Проверите вредност парамет(а)ра за датум: |date= (помоћ)

### Јапанска монографија
The "Japanese Monographs" and the "Japanese Studies on Manchuria" – The 187 Japan Monographs are a series of operational histories written by former officers of the Japanese army and navy under the direction of General Headquarters of the U.S. Far East Command.
- Monographs of particular relevance to Manchuria are:
  - No. 77 Japanese preparations for Operations in Manchuria (1931–1942)
  - No. 78 The Kwangtung Army in the Manchurian Campaign (1941–1945) Plans and Preparations
  - No. 119 Outline of Operations prior to the Termination of War and activities connected with the Cessation of Hostilities (July – August 1945)
  - No. 138 Japanese preparations for Operations in Manchuria (January 1943 – August 1945)
  - No. 154 „Record of Operations against Soviet Russia, Eastern Front”. Архивирано из оригинала 11. 09. 2012. г. Приступљено 13. 05. 2021. (August 1945)
  - No. 155 „Record of Operations against Soviet Russia, Northern and Western Fronts (August – September 1945)”. Архивирано из оригинала 19. 01. 2013. г. Приступљено 13. 05. 2021.
- List of the 13 Studies on Manchuria
  - Vol. I Japanese Operational Planning against the USSR (1932–1945)
  - Vol. II Imperial Japanese Army in Manchuria (1894–1945) Historical Summary
  - Vol. III STRATEGIC STUDY ON MANCHURIA MILITARY TOPOGRAPHY AND GEOGRAPHY Terrain Study
  - Vol. IV AIR OPERATIONS (1931–1945) Plans and Preparations
  - Vol. V INFANTRY OPERATIONS
  - Vol. VI ARMOR OPERATIONS
  - Vol. VII SUPPORTING ARMS AND SERVICES
  - Vol. VIII LOGISTICS IN MANCHURIA
  - Vol. IX CLIMATIC FACTORS
  - Vol. X Japanese Intelligence Planning against the USSR (1934–1941)
  - Vol. XI Small Wars and Border Problems
  - Vol. XII Anti-Bandit Operation (1931–1941)
  - Vol. XIII Study of Strategic and Tactical peculiarities of Far Eastern Russia and Soviet Eastern Forces (1931–1945)